# Thiruppanandal
Thiruppanandal (o Tirupanandal) è una suddivisione dell'India, classificata come town panchayat, di 10.376 abitanti, situata nel distretto di Thanjavur, nello stato federato del Tamil Nadu. In base al numero di abitanti la città rientra nella classe IV (da 10.000 a 19.999 persone).

## Geografia fisica
La città è situata a 11° 05' 46 N e 79° 28' 10 E.

## Società

### Evoluzione demografica
Al censimento del 2001 la popolazione di Thiruppanandal assommava a 10.376 persone, delle quali 5.124 maschi e 5.252 femmine. I bambini di età inferiore o uguale ai sei anni assommavano a 1.288, dei quali 689 maschi e 599 femmine. Infine, coloro che erano in grado di saper almeno leggere e scrivere erano 7.159, dei quali 3.839 maschi e 3.320 femmine.